# Grauflügel-Ameisenschlüpfer

Verbreitungsgebiet des Grauflügel-Ameisenschlüpfers (grün)

Der Grauflügel-Ameisenschlüpfer (Myrmotherula behni) zählt innerhalb der Familie der Ameisenvögel (Thamnophilidae) zur Gattung Myrmotherula.
Die Art kommt in Brasilien, Ecuador, Französisch-Guayana, Guyana, Kolumbien und Venezuela vor.
Das Verbreitungsgebiet umfasst tropischen oder subtropischen feuchten Bergwald und immergrüne Wälder an den Andenausläufern zwischen 600 und 1800 m Höhe.
Der lateinische Artzusatz bezieht sich auf Wilhelm Friedrich Georg Behn (1808–1878).

## Merkmale
Der  Vogel ist 9 bis 10 cm groß und wiegt zwischen 7 und 9 g. Das Männchen ist grau mit dunkleren Flügeln, Brust und Kehle sind schwarz, es hat keine Markierungen auf den Flügeln, der Schwanz ist durchgehend schwarz. Beim Weibchen sind Flügel, Schwanz und Kappe dunkelbraun, die Kehle ist weißlich, sonst ist das Gefieder ockerfarben.

## Geografische Variation
Es werden folgende Unterarten anerkannt:
- M. b. behni Berlepsch & Leverkühn, 1890, Nominatform – Zentralkolumbien und Ostecuador
- M. b. yavii J. T. Zimmer & Phelps, Sr, 1948, – Südvenezuela und Nordwestbrasilien
- M. b. inornata P. L. Sclater, 1890 – Südostvenezuela, Guyana und Nordbrasilien
- M. b. camanii Phelps & Phelps, Jr., 1952 – Süd- und Zentralvenezuela

## Stimme
Der Gesang besteht 4 bis 10 klaren, einfachen abfallenden Pfeiftönen, etwa 1/s.

## Lebensweise
Die Nahrung besteht aus kleinen Insekten und vermutlich auch Spinnen, die in Paaren, allein oder in Familienverbänden, fast immer in gemischten Jagdgemeinschaften im Unterholz meist  zwischen 1 und 3, in offenerem Gelände auch zwischen 4 und 10 m Höhe gejagt werden.
Die Brutzeit ist nicht bekannt.

## Gefährdungssituation
Der Bestand gilt als nicht gefährdet (Least Concern).